# UTC−11
| Süd-Sommer-/Nord-NormalzeitSeegebiet | Nord-Sommer-/Süd-NormalzeitStandardzeit ganzjährig |

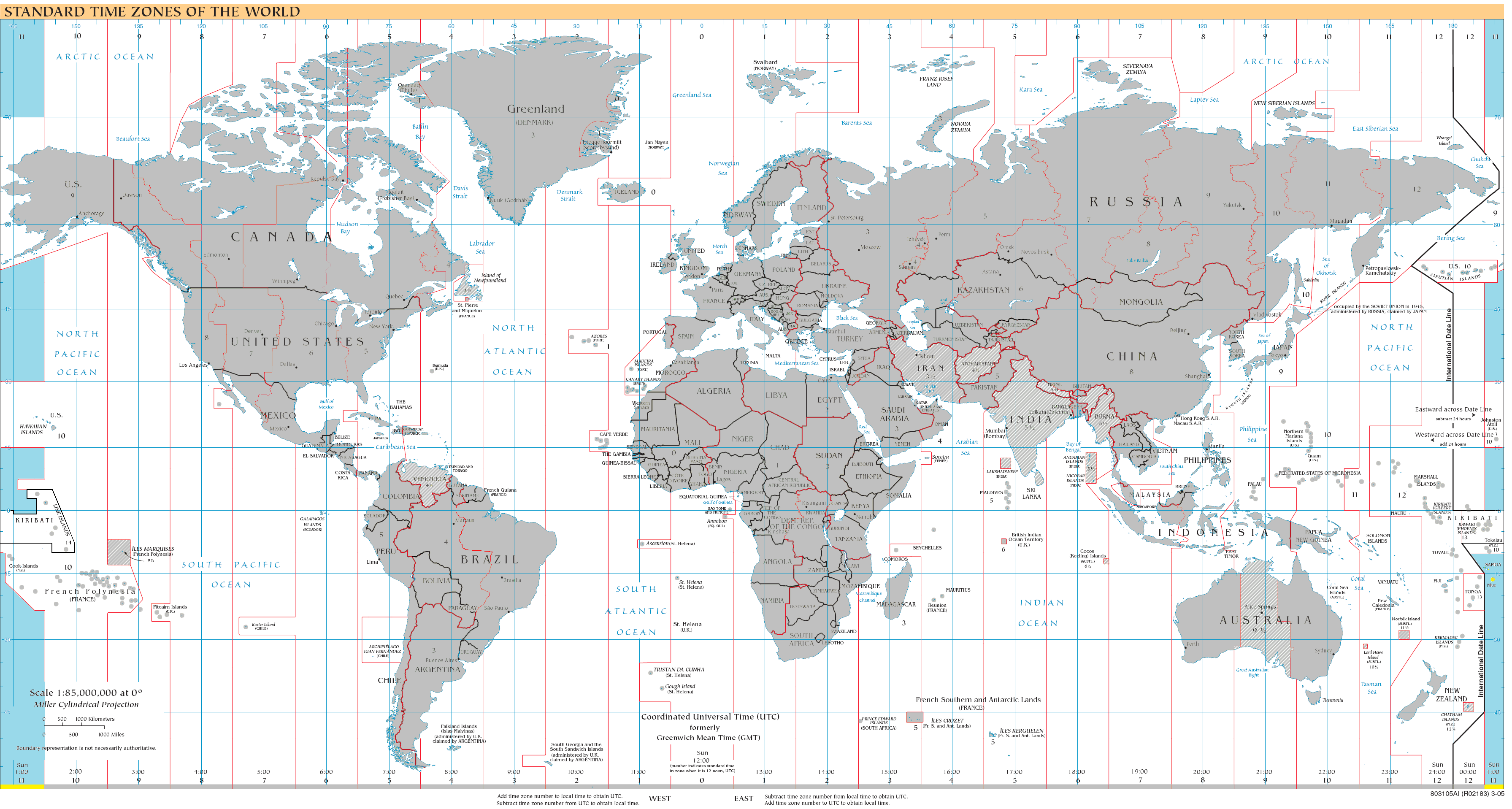
UTC−11:

UTC−11 ist eine Zonenzeit, welche den Längenhalbkreis 165° W als Bezugsmeridian hat. Auf Uhren mit dieser Zonenzeit ist es elf Stunden früher als die koordinierte Weltzeit und zwölf Stunden früher als die MEZ. Dieser Längenhalbkreis ist auch Bezugsmeridian von UTC+13. Der Zeitunterschied zwischen UTC+13 und UTC−11 ist exakt 24 Stunden. Deshalb ist in den beiden Zeitzonen die Uhrzeit, aber nicht das Datum gleich.

## Geltungsbereich
UTC−11 wird nur von einigen wenigen Inseln im Pazifik verwendet. Bis 2009 gab es noch keine Sommerzeitregelungen. Am 4. Oktober 2009 hat Samoa erstmals die Sommerzeit eingeführt und war von Oktober bis März in UTC−10. Samoa änderte das Datum nach dem 29. Dezember 2011 auf den 31. Dezember und wechselte damit auf die Westseite der Datumsgrenze.

### Ganzjährig
- Neuseeland
  -  Niue
- Vereinigte Staaten
  -  Amerikanisch-Samoa
  - Jarvisinsel (unbewohnt)
  - Kingmanriff (unbewohnt)
  - Midwayinseln
  - Palmyra (unbewohnt)